# رح الحجاجة
قرية رح الحجاجة، وهي إحدى قرى منطقة جازان وهي قرية سكنية تابعة لبلدية محافظة أبو عريش جنوب غرب المملكة العربية السعودية، تبعد 10 كم باتجاه الشرق من مدينة أبو عريش.

## الموقع
تقع قرية رح الحجاجة في منطقة زراعية وسط محافظة جازان، وتبعد حوالي 45 كيلومترا بالاتجاه الشرقي من مدينة جازان، لها عند خط طول 42 درجة وخط العرض 16 درجة.

## انظر ايضاً
- المحلة
- المحلة الجنوبية
- حلة السادة
- أم سعد

## وصلات خارجية
- بيانات المجلس البلدي من الأمانة العامة لشؤون المجالس البلدية.
- حصر الخدمات بالمدن والقرى بمنطقة جازان. نسخة محفوظة 25 يناير 2020 على موقع واي باك مشين.
- دليل الخدمات بمنطقة جازان.
- مصلحة الإحصاءات العامة والمعلومات.